# Noanama
Noanama (Nonama,Wounana, Waunana).- Pleme Chocoan Indijanaca nastanjeno u Kolumbiji i jugoistočnoj Panami (Darien), svih skupa oko 6,000. Noanama sau poznati po rukotvorinama koje izrađuju od vlakana crne palme Güérregue ili chunga (Astrocaryum standleyanum), a osobito su im poznate košare Hösig di. Njihovo stanište su prašume u bližem zaleđu pacifičke obale. 
U Kolumbiji ih ima oko 3,000, koliko i u Panami, gdje su migrirali između 1940. i 1950. Bave se kultiviranjem tla, lovom (tapir, kapibara) i ribolovom. Muškarci u lov vode i svoje pse, dok se ribolovom bave žene, u kojemu se koriste mrežama i košarama. Šaman komunicira s duhovima i liječi bolesne. 

## Vanjske poveznice
- Foto galerija  Arhivirana inačica izvorne stranice od 30. rujna 2007. (Wayback Machine)